# Flugplatz Jubileiny

i8
i11
i13
Der Flugplatz Jubileiny (russisch Аэропорт Юбилейный, IATA-Code: AOX, ICAO-Code: UAON) ist ein hauptsächlich militärisch genutzter Flugplatz auf dem Gelände des Kosmodroms Baikonur. Er entstand im Jahr 1982 im Rahmen des Buran-Programms als Landeplatz für die Buran-Orbiter; hierzu entstand unter höchstem technischen Aufwand eine 4500 Meter lange Landebahn aus speziell gehärtetem Beton im Norden des Baikonur-Komplexes. Am Ende der Landebahn befinden sich Geräte zur Entfernung der Nutzlast des Buran-Orbiters sowie zur Kopplung des Orbiters mit der Antonow An-225.
Tatsächlich landete nur einmal ein Orbiter, Buran 1.01 auf seinem Jungfernflug vollautomatisch auf diesem Flugplatz. Allerdings fand der Flugplatz auch darüber hinaus Verwendung zur Anlieferung der Teile für die Konstruktion des Buran-Orbiters und der Energija-Trägerrakete mit der extra für diesen Zweck umgebauten Mjassischtschew WM-T.
Nach dem Zerfall der Sowjetunion 1990 wurde der Flugplatz stillgelegt und nur sporadisch für Staatsbesuche hochrangiger Politiker genutzt. Zwischen 1997 und 2011 fanden zudem gelegentliche Linien- und Charterflüge für Besucher des Kosmodroms Baikonur statt, die aber mangels Nachfrage wieder eingestellt wurden.